# Kid Paddle

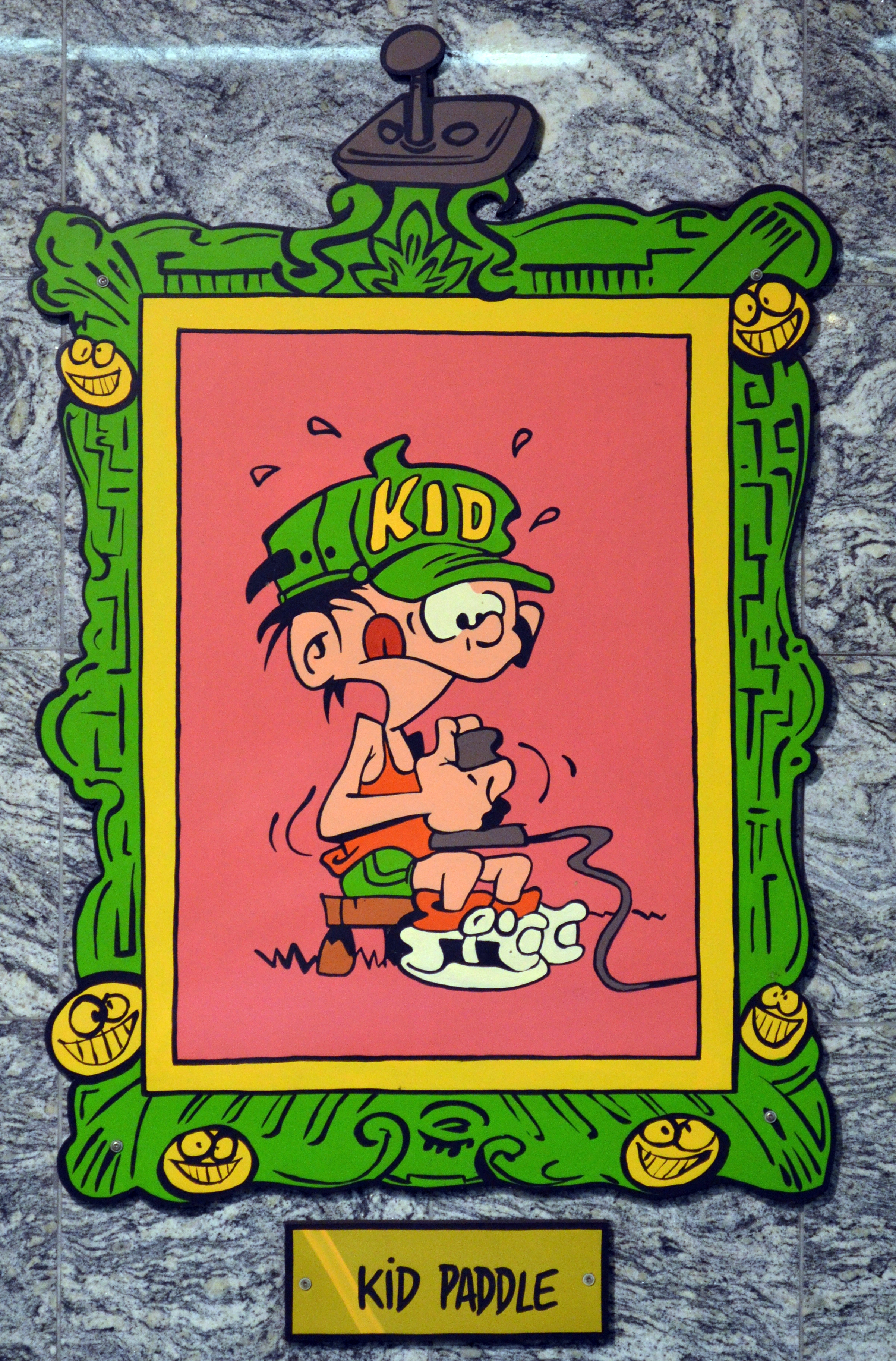
Representación en la estación de metro ligero de Janson, en Charleroi.

Kid Paddle es una serie de historietas de Midam. Tratan de un niño aficionado a los videojuegos.

## Personajes
- Kid Paddle:[2] Lleva una gorra verde en la que pone «KID», camiseta naranja y pantalón corto verde.
- Horacio Becquet (Horace Becquet): es uno de los amigos de Kid Paddle. Normalmente lleva grandes gafas, una camiseta azul y es rubio. Es pequeño e inocente.
- Benji Big Bang: otro de los amigos de Kid. Lleva una bata de laboratorio y unas gafas. Es un minicientífico que suele ayudar y acompañar a Kid Paddle.
- Carole Paddle: es la hermana de Kid y su "mayor enemiga".
- El pequeño Bárbaro (The Little Barbian): es el personaje de videojuegos ficticio. Kid juega a los videojuegos de este personaje y cada vez que se topa con un monstruo(blork)tiene que ser siempre vencido por él.
- Blork: es una raza de monstruo que suele aparecer en los juegos del bárbaro.[3]